# Dracula cutis-bufonis
Dracula cutis-bufonis é uma espécie de orquídea epífita de crescimento cespitoso cujo gênero é proximamente relacionado às Masdevallia, parte da tribo Pleurothallidinae. Esta espécie é originária do noroeste da Colômbia, onde habita florestas úmidas e nebulosas.
Pode ser diferenciada das espécies mais próximas, particularmente da Dracula chestertonii, por apresentar labelo levemente menor e com formato diferente.